# Santa Cruz (Aruba)
Pour les articles homonymes, voir Santa Cruz.
Santa Cruzest une région et une ville du centre d'Aruba, dominée par le parc national d'Arikok (en). La ville est reliée à l'autoroute 7 d'ouest en est et à l'autoroute 4 du nord au sud. Le district a une superficie de 41,04 km2 et compte 12 870 habitants selon le recensement de 2010.
Santa Cruz est divisée en plusieurs quartiers, notamment Boton, Bringamosa, Cas Ariba, Jamanota, Jan Flemming, Macuarima, San Fuego, Shete, Siribana, Urataka, Warawara et Catashi.

## Macuarima
Macuarima est une localité de la région de Santa Cruz. Elle porte le nom de Macuarima, un chef amérindien qui vivait à Aruba. En 1499, les Espagnols envahissent l'île et Macuarima est tué en essayant de défendre son territoire. De nos jours, Macuarima est connu par le biais d'une pièce de théâtre d'Ernesto Rosenstand.

## Personnalités notables
- Betico Croes (en) (1938–1986), professeur et homme politique[5].
- Liza Helder (en) (1989-), mannequin, Miss Aruba 2012[6]
- Annuar Kock (en) (1991-), footballeur[7].
- Calvin Maduro (en) (1974-), joueur de baseball[8].
- Laura Wernet-Paskel (en) (1911–1962), professeur, écrivaine et femme politique[9].